# Matti Kinnunen
Matti Kinnunen (ur. 30 października 1987 w Pudasjärvi) – fiński snowboardzista. Nie startował na igrzyskach olimpijskich ani na mistrzostwach świata w snowboardzie. Najlepsze wyniki w Pucharze Świata osiągnął w sezonie 2007/2008, kiedy to zajął 85. miejsce w klasyfikacji generalnej.

## Sukcesy

### Puchar Świata

#### Miejsca w klasyfikacji generalnej
- 2005/2006 – 130.
- 2006/2007 – 152.
- 2007/2008 – 85.
- 2008/2009 – 318.
- 2009/2010 – 142.

#### Miejsca na podium
1. Petersburg – 4 marca 2006 (Big Air) – 3. miejsce
2. Graz – 5 stycznia 2008 (Big Air) – 2. miejsce